# Sonja Schoitsch
Sonja Schoitsch (* 5. Februar 1997) ist eine ehemalige österreichische Skispringerin.

## Werdegang
In der Saison 2009/10 gewann Schoitsch die Gesamtwertung des Austria Cup in der Schülerklasse. Am 14. August 2010 gab sie in Bischofsgrün auf den Ochsenkopfschanzen ihr Debüt im Continental Cup und belegte den 44. Platz. Beim zweiten Springen wurde sie 47. Drei Tage später belegte Schoitsch bei einem FIS-Rennen in Pöhla den 25. Platz. Im Winter ging Schoitsch bei der FIS-Ladies-Winter-Tournee in Schonach im Schwarzwald und Hinterzarten an den Start. Sie verpasste jedoch bei allen drei Springen den 2. Durchgang. Am Ende belegte Schoitsch den 40. Platz in der Gesamtwertung. Erst im Februar trat sie in Ramsau am Dachstein wieder im Continental Cup an. Beim ersten Springen kam Schoitsch als 19. erstmals in ihrer Karriere in den 2. Durchgang. Beim zweiten Springen trat sie jedoch nicht an. Bei den Nordischen Skispielen der OPA 2011 in Baiersbronn belegte sie den sechsten Platz. In dieser Saison gewann sie erneut den Austria-Cup in der Schülerklasse. Auch die Gesamtwertung des Landescup in Kärnten konnte Schoitsch gewinnen. Im Ladies Cup wurde sie am Ende vierte in der Wertung der Juniorenklasse. Am 5. Februar 2012 gab sie ihr Debüt im Weltcup in Hinzenbach, gewann mit Platz 29 ihre ersten zwei Weltcuppunkte. Bei der ihren ersten Junioren-Weltmeisterschaften 2012 in Erzurum wurde im Einzel 34. und im Team 8. In der Alpencup-Saison 2012/13 gewann sie in Einsiedeln den dritten Platz. Bei ihren zweiten Nordischen Skispielen der OPA 2014 in Gérardmer gewann sie im Einzel der Juniorinnen die Silbermedaille und im Team II die Bronzemedaille.
Schoitsch betreibt neben dem Skispringen auch die Nordische Kombination, allerdings nur national, weil es international keine Wettbewerbe in der Nordischen Kombination für Frauen gibt.

## Erfolge

### Weltcup-Platzierungen
| Saison  | Platz | Punkte |
| ------- | ----- | ------ |
| 2011/12 | 42.   | 23     |
| 2012/13 | 51.   | 06     |
| 2013/14 | 66.   | 01     |

### Continental-Cup-Platzierungen
| Saison  | Platz | Punkte |
| ------- | ----- | ------ |
| 2010/11 | 66.   | 12     |
| 2012/13 | 31.   | 06     |